# Таксі 5
«Таксі́ 5» (фр. Taxi 5) — французький комедійний бойовик 2018 року режисера Френка Гастамбіда. Продовження серії: Таксі (1998), Таксі 2 (2000), Таксі 3 (2003) і Таксі 4 (2007). В Україні прем'єра відбулася 19 квітня 2018 року.

## Сюжет
Сільвена Маро, відчайдушного паризького копа та першокласного гонщика, проти його волі переводять до місцевого поліцейського відділку у Марселі. Колишній шеф поліції Жибер, діючий мер міста із рекордно низьким рейтингом, дає Сільвену завдання — знешкодити жахливу банду італійців на гоночних Ferrari, яка грабує ювелірні крамниці. Аби виконати завдання, Маро не має іншого вибору, окрім як взяти у напарники Едді Маклуфа, племінника знаменитого Даніеля. Той, хоч ї є найгіршим водієм у Марселі, єдиний має доступ до легендарного білого Таксі.

## У головних ролях
- Франк Гастамбід — Сільвіан
- Малік Бенталха — Едді
- Бернар Фарсі —  мер Жибер
- Едуар Монтут — Алан
- Сальваторе Еспозіто — Тоні
- Сабріна Уазані — Саміа
- Санд Ван Рой — Сенді
- Рамзі Бедіа — Рашид
- Сопрано — камео

## Саундтрек
1. L'Algérino — Va Bene
2. Ninho — Boîte auto
3. Lartiste feat Naza — Attache ta ceinture
4. Hamza — Cash
5. Alonzo — Santana
6. Vegedream — Du temps
7. Marwa Loud — Calma
8. Naps — Le couz
9. Soprano feat Kooseyl — A 2000
10. MMZ — S line
11. Sadek feat Kofs — 9 Milli
12. Zola — California girl
13. Maes — Tokareve
14. Mister V feat PLK — Lambo
15. Kazmi — Gamos

## Критика

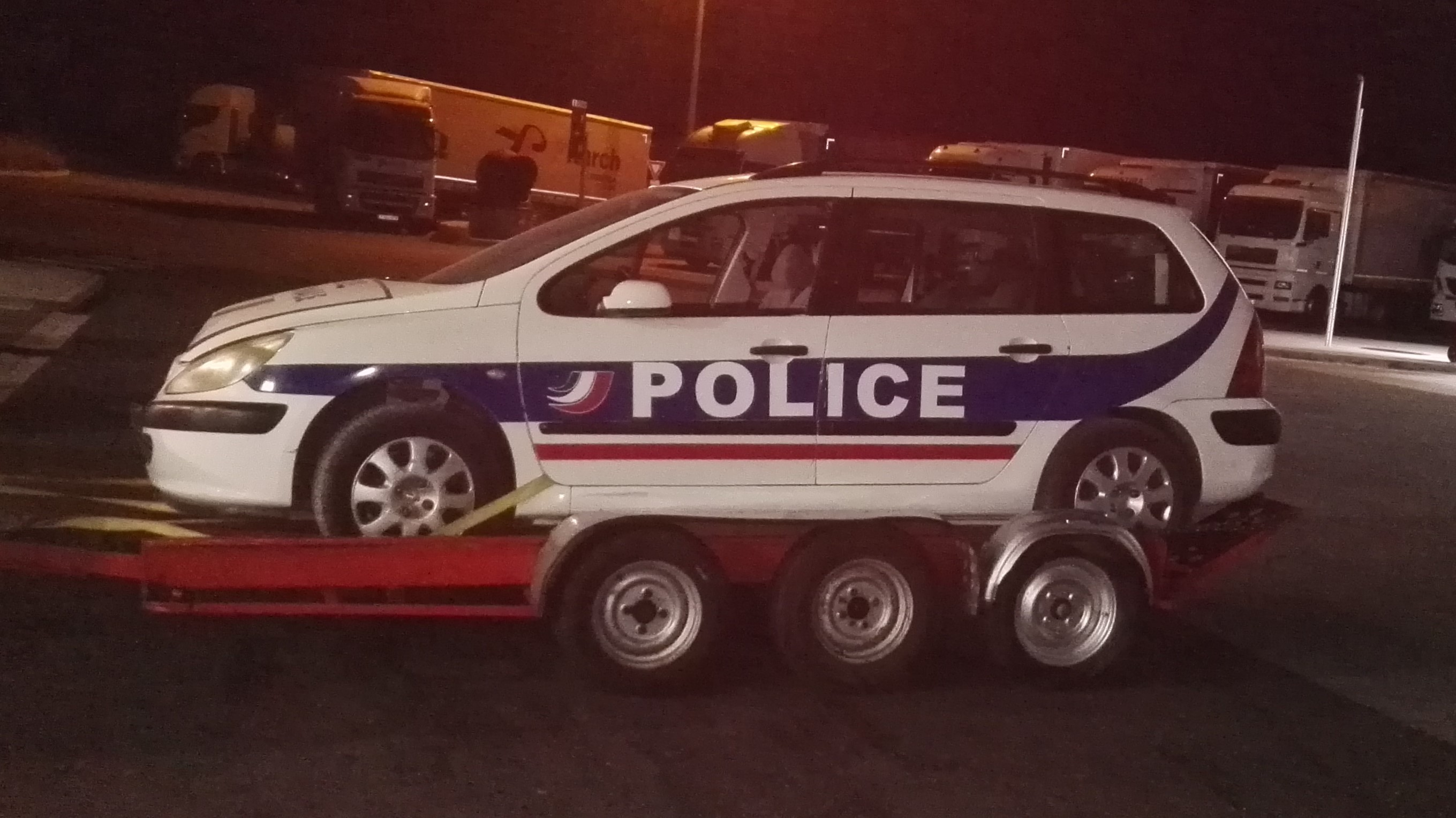
Один з Peugeot 307, що використовувався під час зйомок.

Гійома Луісон з сайту L'Obs засмутилася переглядом фільму. Критик відзначає, що цей п'ятий фільм схожий на ремейк попередніх епізодів.

## Продовження
В інтерв'ю «50 хвилин всередині» Франк Гастамбід оголосив, що якщо «Таксі 5» добре окупиться в касі, то його наступною роботою стане «Таксі 6».
В інтерв'ю газеті «Прем'єра» Самі Насері сказав, що він почне роботу над «Таксі 6», якщо йому запропонують головну роль.